# Claude Monet (1840-1926)
Claude Monet (1840-1926), couramment appelée exposition Monet, est une exposition de 170 peintures du peintre français Claude Monet qui s'est tenue aux Galeries nationales du Grand Palais, à Paris, du 21 septembre 2010 au 24 janvier 2011. Cette rétrospective a été vue par plus de 910 000 spectateurs, la seconde plus forte fréquentation pour une exposition en France après celle consacrée à Toutânkhamon en 1967 – cette dernière avait alors réuni 1,2 million de visiteurs en six mois et demi.
Cette exposition était coorganisée par le musée d'Orsay et la Réunion des musées nationaux.

## Histoire
Claude Monet n'avait fait l'objet d'aucune grande rétrospective depuis trente ans en France. Guy Cogeval souhaitait, lorsqu'il devint président du musée d'Orsay en janvier 2008, organiser une grande exposition sur Claude Monet. Le principe en est arrêté en mars 2008 par Thomas Grenon, qui dirige la Réunion des musées nationaux, gestionnaire des galeries du Grand Palais. 
Devant le succès de l'exposition, il est décidé de la laisser ouverte en continu 24 heures sur 24 les quatre derniers jours, du 21 janvier à 9 heures jusqu'au 24 janvier à 21 heures. Plus de 8 000 spectateurs s'y rendent lors de la dernière nuit du dimanche au lundi. 

## Peintures exposées
Sur les 170 peintures exposées, cinquante venaient du musée d'Orsay et de soixante-dix musées et collectionneurs privés du monde entier dont le Déjeuner sur l'herbe du Musée des beaux-arts Pouchkine et la Terrasse à Sainte-Adresse du Metropolitan Museum of Art de New York.
À la suite d'un désaccord avec le musée Marmottan, qui dispose de la plus grande collection de Monet, et qui organisait sur cette période sa propre exposition consacrée à l'artiste avec une centaine d'œuvres, Impression, soleil levant, qui a donné son nom au mouvement impressionniste, et d'autres peintures célèbres de Monet comme Le Pont de l'Europe ou l'une des Gare Saint-Lazare n'étaient pas exposées au Grand Palais. 

### Liste des œuvres exposées
1. Antibes vu de la Salis - 1888 - Toledo Museum of Art, Toledo (États-Unis)
2. Antibes, effet d'après-midi - 1888 - Musée des beaux-arts de Boston, Boston (États-Unis))
3. Antibes le matin - 1888 - Philadelphia Museum of Art, Philadelphie (États-Unis)
4. Argenteuil le pont en réparation - 1871-1872 - Collection particulière en prêt au Fitzwilliam Museum, Cambridge (Royaume-Uni)
5. Au Cap martin - 1884 - Collection particulière, Amsterdam (Pays-Bas)
6. Autoportrait - 1917 - Musée d'Orsay, ParisAutoportrait

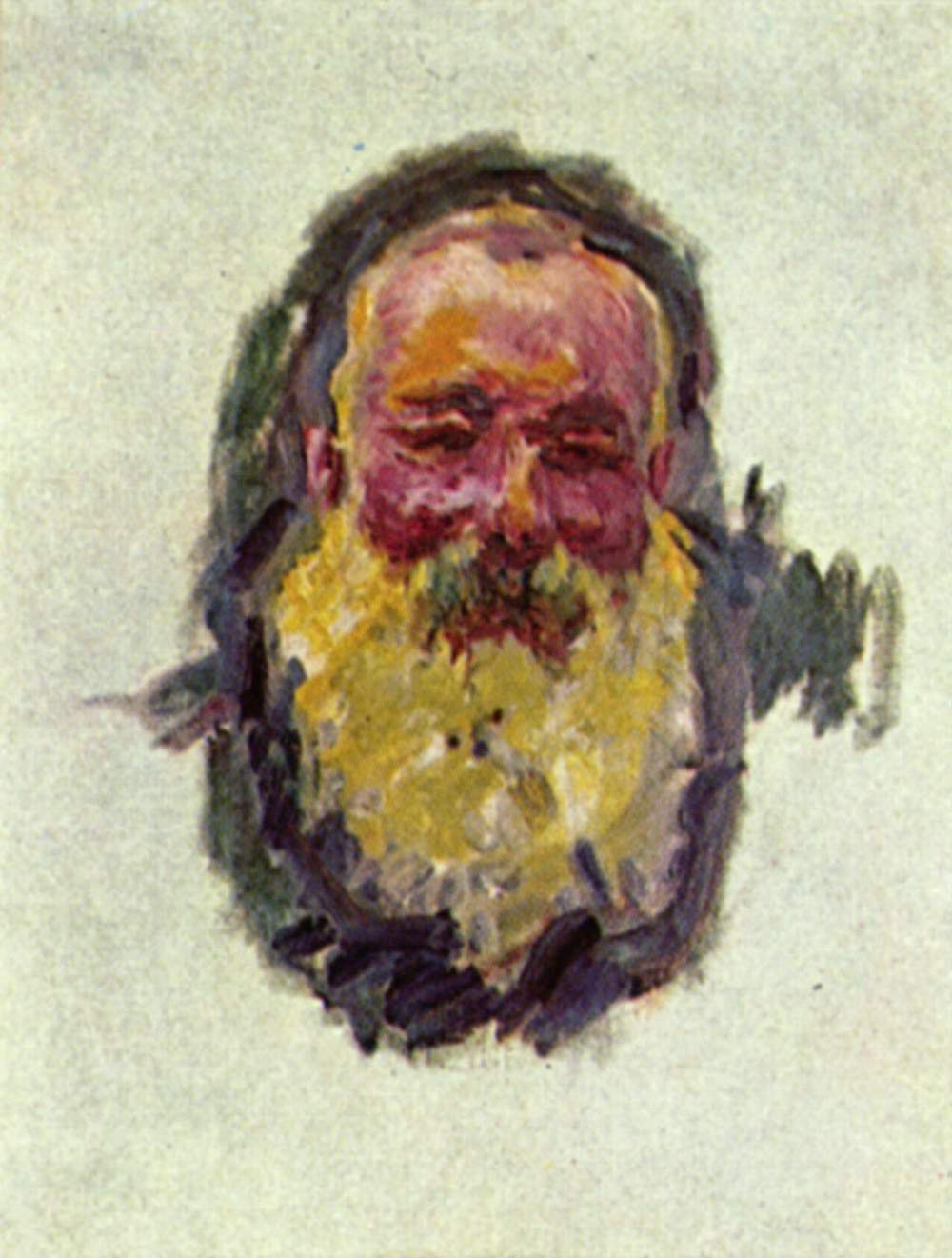
Autoportrait

7. Bras de Seine près de Giverny - 1897 - Musée d'Orsay, Paris
8. Cabane de douanier - 1882 Musée d'Orsay, Paris
9. Camille ou La Femme à la robe verte - 1866 - Kunsthalle de Brême (Allemagne)
10. Camille sur son lit de mort - 1879 -Musée d'Orsay, Paris
11. Champ de tulipes, Hollande - 1886 - Musée d'Orsay, Paris
12. Charing Cross Bridge, la Tamise - 1903 - Musée des beaux-arts de Lyon
13. Chrysanthèmes - 1878 - Musée d'Orsay, Paris
14. Coin de l'étang à Giverny - 1917 - Musée de Grenoble
15. Creuse, soleil couchant - 1889 - Musée Unterlinden, Colmar
16. Le déjeuner sur l'herbe
17. Effet de Neige à Giverny - 1893 - New Orleans Museum of Art, Nouvelle-Orléans (États-Unis))
18. Effet de vent, série des peupliers - 1891 - Musée d'Orsay, Paris
19. En norvégienne - 1887 - Musée d'Orsay, Paris
20. Essai de figure en plein air (vers la droite) - 1886
21. Essai de figure en plein air (vers la gauche) - 1886
22. Femmes au jardin - 1866 - Musée de l'Ermitage, Saint-Petersbourg (Russie)
23. Femmes au jardin - 1866 - Musée d'Orsay, Paris
24. Fleurs et fruits - 1869 - J. Paul Getty Museum, Los Angeles (États-Unis))
25. Fragment du Déjeuner sur l'herbe, panneau central - 1865 - Musée d'Orsay, Paris
26. Fragment du Déjeuner sur l'herbe, panneau central - 1865 - Musée d'Orsay, Paris
27. Glaçons sur la Seine à Bougival - 1867-1868 - Musée du Louvre, Paris
28. Glycines - 1917-1920 - Musée d'art et d'histoire de Dreux (France)
29. Gros temps à Étretat - 1883 - National Gallery of Victoria, Melbourne (Australie)
30. Grosse mer à Étretat - 1868-1869 - Musée d'Orsay, Paris
31. Intérieur après diner - 1868-1869 - National Gallery of Art, Washington (États-Unis)
32. Iris et nymphéas - 1914-1917 - Collection Larock-Granoff, Paris
33. Jardin Moreno à Bordighera - 1884 - Norton Galley and school of art, West Palm Beach (États-Unis)
34. L'Entrée du Port de Trouville - 1870 - Szépmüvészeti Múzeum, Budapest (Hongrie)
35. L'Hôtel des Roches Noires, à Trouville - 1870 - Musée d'Orsay, Paris
36. L'Église de Varengeville et la gorge des Moutiers - 1882 - Columbus Museum of Art, Columbus (États-Unis)
37. L'Église de Varengeville à contre-jour - 1882 -  Barber Institute of Fine Arts, Birmingham (Royaume-Uni)
38. L'Église de Vétheuil, neige - 1878-1879 - Musée d'Orsay, Paris
39. La Capeline rouge portrait de Madame Monet - 1873 - Cleveland Museum of Art, Cleveland (États-Unis)
40. La Charrette, route sous la neige à Honfleur - 1865 - Musée d'Orsay, Paris
41. La Côte sauvage - 1886 - Musée d'Orsay, Paris
42. La Débâcle - 1880 - Palais des beaux-arts de Lille
43. La Débâcle à Vétheuil - 1881 - Musée Thyssen-Bornemisza, Madrid (Espagne)
44. La Débâcle, temps gris - 1880 - Musée Calouste-Gulbenkian, Lisbonne (Portugal)
45. La Falaise à Dieppe - 1882 - Kunsthaus de Zurich (Suisse)
46. La Gare Saint-Lazare - 1877 - Musée d'Orsay, Paris
47. La Gare Saint-Lazare à l'extérieur (le signal) - 1877 - Niedersüchsisches Landesmuseum, Hanovre (Allemagne)La Rue Montorgueil

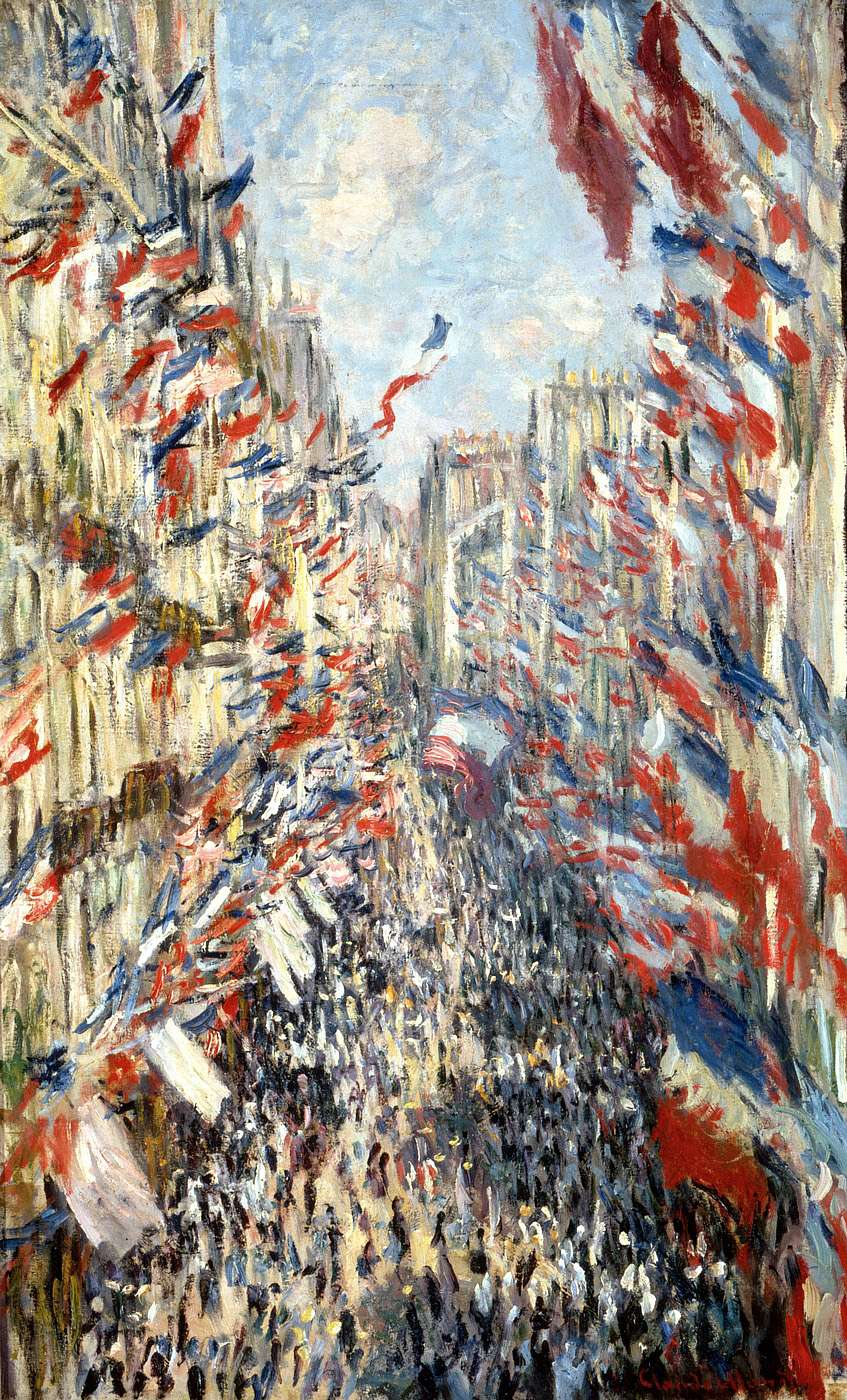
La Rue Montorgueil

48. La Gare Saint-Lazare, le train de Normandie - 1877 - Art Institute of Chicago (États-Unis)
49. La Gare d'Argenteuil - 1872 - Conseil général du Val-d'Oise, Cergy-Pontoise
50. La Grenouillère - 1869 - Metropolitan Museum of Art, New York (États-Unis)
51. La Maison du pêcheur à Varengeville - 1882 - Musée des beaux-arts de Boston, Boston (États-Unis)
52. La Manneporte - 1883 - Metropolitan Museum of Art, New York (États-Unis)
53. La Pie - 1869 - Musée d'Orsay, Paris
54. La Plage de Sainte-Adresse, temps gris - 1867 - Art Institute of Chicago (États-Unis)
55. La Plage à Trouville - 1870
56. La Pointe de la Hève à marée basse - 1865
57. La Promenade d'Argenteuil - 1872
58. La promenade, la femme à l'ombrelle - 1875 - National Gallery of Art, Washington (États-Unis)
59. La Rue Montorgueil, fête du 30 juin 1878 - 1878
60. La Seine à Bougival le soir - 1870
61. La Tamise et le Parlement - 1871
62. Le Bassin aux nymphéas - 1899
63. Le Bassin aux nymphéas, harmonie rose - 1900
64. Le Bassin aux nymphéas, harmonie verte - 1899
65. Le Bassin d'Argenteuil - 1872
66. Le Bord de la mer à Honfleur - 1864
67. Le Déjeuner - 1873
68. Le Jardin aux iris, Giverny - 1899-1900
69. Le Jardin de Monet à Vétheuil - 1880
70. Le Jardin de Monet, les iris - 1899-1900
71. Le Palais Contarini - 1908
72. Le Palais ducal - 1908
73. Le Parlement, ciel orageux - 1903
74. Le Parlement, effet de brouillard - 1903
75. Le Parlement, effet de soleil - 1903
76. Le Parlement, trouée de soleil dans le brouillard - 1900-1901
77. Le Pavé de Chailly - 1865
78. Le Pavé de Chailly dans la forêt de Fontainebleau - 1865
79. Le Phare de l'Hospice - 1864
80. Le Pont d'Argenteuil - 1874
81. Le Pont de chemin de fer à Argenteuil - 1874
82. Le Pont de chemin de fer, Argenteuil - 1874
83. Le Pont japonais - 1918-1924
84. Le Quai du Louvre - 1867
85. Le Vieil arbre au confluent - 1889
86. Les Coquelicots à Argenteuil - 1873
87. Les Dindons - 1876
88. Les Déchargeurs de charbon - 1875
89. Les Eaux semblantes, temps sombre - 1889
90. Les Glaçons- 1880
91. Les Lilas, temps gris - 1872
92. Les Nymphéas - 1904
93. Les Nymphéas, le matin aux saules  - 1914-1926
94. Les Nymphéas, le matin clair aux saules  - 1914-1926
95. Les Nymphéas, les deux saules  - 1914-1926
96. Les Nymphéas, les nuages - 1914-1926
97. Les Nymphéas, matin  - 1914-1926
98. Les Nymphéas, reflets d'arbres - 1914-1926
99. Les Nymphéas, reflets verts - 1914-1926
100. Les Nymphéas, soleil couchant - 1914-1926
101. Les Nymphéas, le matin aux saules  - 1914-1926
102. Les Peupliers au bord de l'Epte - 1891
103. Les Promeneurs - 1865
104. Les Rochers de Belle-Île - 1886
105. Les Tuileries - 1876
106. Les Villas à Bordhigera - 1884
107. Marée basse devant Pourville - 1882
108. Marée basse devant Varangeville - 1882
109. Matinée sur la Seine - 1897
110. Meule au soleil - 1891
111. Meule, effet de neige le matin - 1891
112. Meules au soleil, milieu du jour - 1890
113. Meules, effet de gelée blanche - 1891
114. Meules, fin de l'été, effet du matin - 1890
115. Montagne de l'Estérel - 1888
116. Méditation, Madame Monet au canapé - 1870-1871
117. Nature morte au melon - 1872
118. Nymphéas - 1907
119. Nymphéas avec rameaux de saule - 1916-1919
120. Nymphéas bleus - 1916-1919
121. Nymphéas rouges - 1908
122. Ombres sur la mer à Pouville - 1882
123. Petit Aily, Varengeville, plein soleil - 1897
124. Peupliers au bord de l'Epte, crépuscule - 1891
125. Peupliers à Giverny - 1888
126. Peupliers à Giverny - 1887
127. Plage d'Étretat - 1883
128. Port-Domois - 1886
129. Portrait de Madame Gaudibert - 1868
130. Promenade sur la falaise, Pourville - 1882
131. Rochers à Port-Coton, le Lion - 1886
132. Rouen, le Portail (temps gris) - 1892-1894
133. Rouen, le Portail et la tour d'Albane (effet du matin) - 1893-1894
134. Rouen, le Portail et la tour d'Albane, plein soleil - 1893-1894
135. Rouen, le Portail vu de face, harmonie brune - 1892-1894
136. Rouen, le Portail, harmonie bleue - 1892-1894
137. Régates à Argenteuil - 1872
138. Saint-Georges Majeur - 1908
139. Saule pleureur - 1920-1922
140. Saule pleureur - 1920-1922
141. Soleil couchant sur la Seine, effet d'hiver - 1880
142. Soleil d'hiver, Lavacourt - 1879-1880
143. Sur la falaise à Pourville - 1882
144. Sur la falaise à Pourville, temps clair - 1882
145. Terrasse à Sainte-Adresse - 1867
146. Train dans la campagne - 1870
147. Un coin d'appartement - 1875
148. Venise, le Grand Canal - 1908
149. Vue de l'ancien avant-port du Havre - 1874
150. Vétheuil - 1901
151. Vétheuil - 1879
152. Vétheuil, soleil couchant - 1901
153. Vétheuil, effet gris - 1901
154. Waterloo Brigde, soleil dans le brouillard - 1899-1901
155. Étretat, mer agitée - 1883